# Lord Hamilton

Wappen der Lords of Hamilton bis 1503

Wappen der Earls of Arran und Lords of Hamilton ab 1503

Lord Hamilton war ein erblicher britischer Adelstitel in der Peerage of Scotland. Der Titel ruht seit 1651.

## Verleihung
Der Titel wurde am 28. Juni 1445 für Sir James Hamilton geschaffen. Er war Laird der Baronie Cadzow in Lanarkshire, die sein Vorfahr Sir Walter fitz Gilbert um 1315 erworben hatte und für die im Laufe der Zeit der Name Hamilton durchsetzte. Sein Sohn, der 2. Lord, wurde am 11. August 1503 zum Earl of Arran erhoben.
Dessen Enkel, dem 3. Earl, wurden 1581 seine Titel wegen Hochverrates aberkannt und seine Ländereien durch die Krone eingezogen. 1585 erreichte die Rückgabe der Ländereien und die Wiederherstellung der Titel. Dessen Neffe, der 4. Earl, hatte bereits 1604 den Titel Marquess of Hamilton geerbt und wurde 1619 auch zum Earl of Cambridge erhoben. Dessen Sohn, der 3. Marquess, wurde 1643 auch zum Duke of Hamilton erhoben. Beim Tod von dessen Bruder, dem 2. Duke, erloschen das Marquessate Hamilton und das Earldom Cambridge, das Earldom Arran und die Lordship Hamilton fielen in einen Ruhezustand, und das Dukedom Hamilton fiel an dessen Nichte Anne Hamilton.

## Liste der Lairds of Cadzow und Lords Hamilton

### Lairds of Cadzow (um 1315)
- Sir Walter fitz Gilbert, 1. Laird of Cadzow (um 1250–vor 1336)
- Sir David fitz Walter, 2. Laird of Cadzow (um 1310–1374/1378)
- David Hamilton, 3. Laird of Cadzow (um 1333–1392)
- Sir John Hamilton, 4. Laird of Cadzow († vor 1410)
- Sir James Hamilton, 5. Laird of Cadzow († vor 1441)
- Sir James Hamilton, 6. Laird of Cadzow († 1479) (1445 zum Lord Hamilton erhoben)

### Lords Hamilton (1445)
- James Hamilton, 1. Lord Hamilton († 1479)
- James Hamilton, 1. Earl of Arran, 2. Lord Hamilton (1475–1529)
- James Hamilton, 2. Earl of Arran, 3. Lord Hamilton (1516–1575)
- James Hamilton, 3. Earl of Arran, 4. Lord Hamilton (1532–1609) (Titel verwirkt 1581; Titel wiederhergestellt 1585)
- James Hamilton, 2. Marquess of Hamilton, 5. Lord Hamilton (1589–1625)
- James Hamilton, 1. Duke of Hamilton, 6. Lord Hamilton (1606–1649)
- William Hamilton, 2. Duke of Hamilton, 7. Lord Hamilton (1616–1651) (Titel ruht 1651)